# Kilmorie Stone

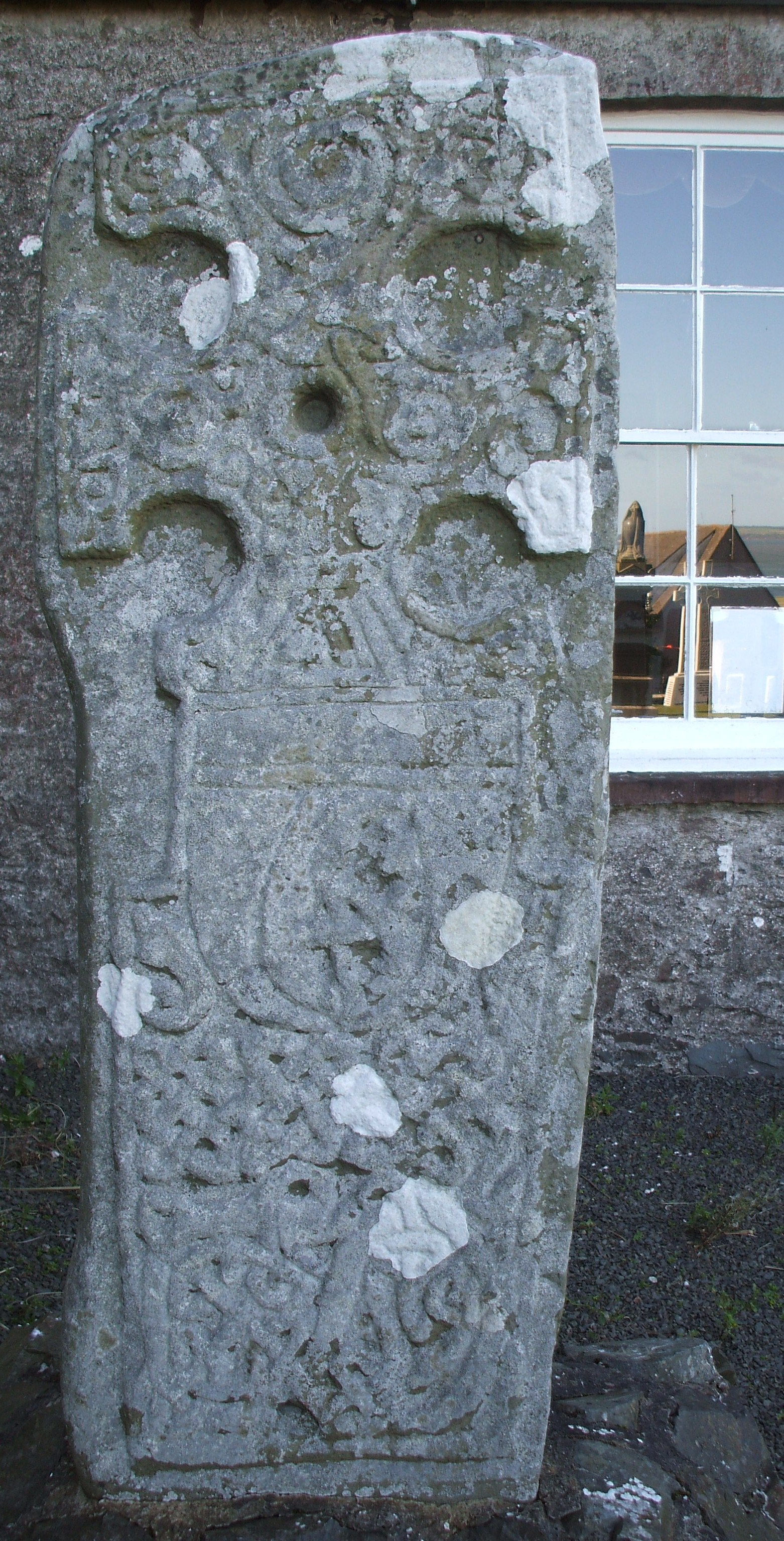
Vorderseite

Der Kilmorie Stone ist ein Cross Slab, ein frühmittelalterliches Steinmonument, das christliche und nichtchristliche Elemente verbindet.
Die Entstehung des Steins, dessen Bearbeiter unbekannt ist, wird auf das 8. bis 10. Jahrhundert datiert. Heute ist der Stein im Hof der Kirche von Ervie-Kirkcolm im Westen des schottischen Verwaltungsbezirks Dumfries and Galloway aufgestellt.

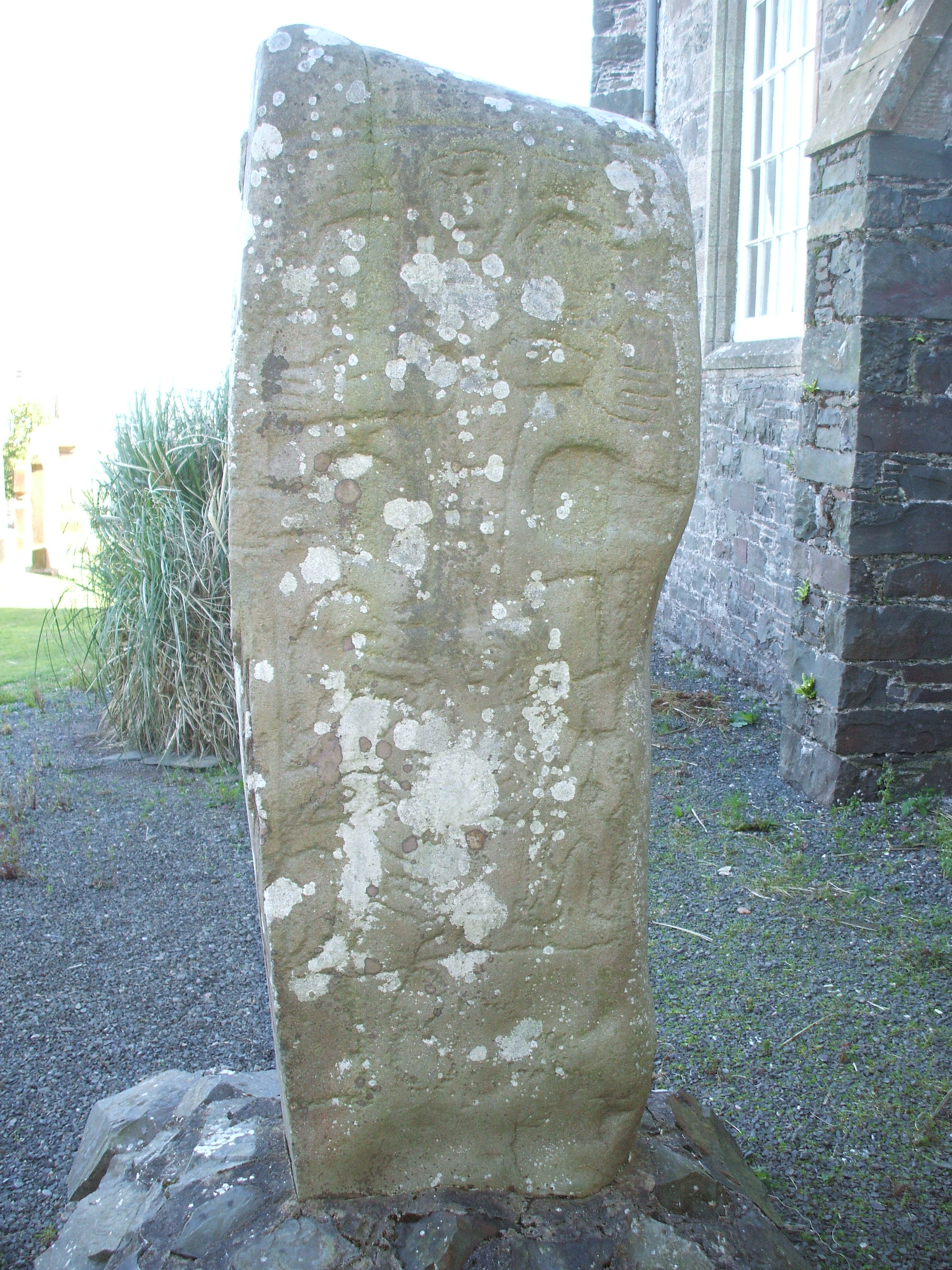
Rückseite

Die Vorderseite zeigt oben ein kunstvoll gearbeitetes Kreuz mit der für christliche Monumente dieser Zeit und Region typischen Ornamentik. Darunter sind die verschlungenen Körper von Tieren zu erkennen. Die Rückseite zeigt oben Jesus am Kreuz, darunter eine männliche Figur mit Vogel und Schwert als Attributen, die möglicherweise Siegfried den Drachentöter darstellt. Eine mögliche Erklärung ist, dass der Stein den Triumph des Christentums über Nichtchristen darstellt. Eine Einordnung seitens der Wissenschaft steht jedoch aus.
Christliche Gemeinden in dieser südwestlichen Gegend Schottlands gehen angeblich auf die Missionierungen des Columban von Iona im 6. Jahrhundert zurück. Der Stein gehörte ursprünglich zur frühmittelalterlichen, nicht erhaltenen St. Mary’s Chapel südlich von Kilmorie. Im Jahre 1719 wurde er bei Reparaturarbeiten oberhalb der Westpforte der Alten Kirche von Kirkcolm eingebaut. Als diese Kirche im Jahre 1821 abgerissen wurde, verblieb der Stein im ehemaligen Kirchhof, der einem Grundstück angehörte. Im Winter des Jahres 1986/87 wurde der Stein während eines Sturmes von einem umgestürzten Baum getroffen, blieb jedoch unbeschädigt. Anschließend wurde er an seinen heutigen Standort verbracht.
Trotz seines hohen kunst- und religionsgeschichtlichen Wertes ist der Kilmorie Stone nicht durch Überdachung vor dem örtlichen maritimen Klima geschützt. Insbesondere die Rückseite des Steines weist starken Schimmelbefall auf, so dass die Darstellung des unteren Teils bereits schwer zu erkennen ist.